# NGC 5851
NGC 5851 é uma galáxia espiral (Sc) localizada na direcção da constelação de Boötes. Possui uma declinação de +12° 51' 29" e uma ascensão recta de 15 horas, 06 minutos e 53,3 segundos.
A galáxia NGC 5851 foi descoberta em 26 de Maio de 1791 por William Herschel.